# Pete Hegseth
Peter Brian Hegseth (sinh 6 tháng 6 năm 1980) là một tác giả người Mỹ, cựu người dẫn chương trình, cựu sĩ quan Vệ binh Quân đội Quốc gia Hoa Kỳ, hiện giữ chức Bộ trưởng Quốc phòng Hoa Kỳ từ tháng 1 năm 2025. 
Hegseth từng học lý luận chính trị tại Đại học Princeton, nơi ông cho ra đời tạp chí The Princeton Tory có khuynh hướng bảo thủ. Năm 2003, ông được biên chế làm sĩ quan bộ binh thuộc Vệ binh Quốc gia Quân đội Minnesota, phục vụ tại Căn cứ Hải quân Vịnh Guantanamo rồi được điều động sang chiến trường Iraq và Afghanistan. Hegseth hoạt động trong nhiều tổ chức sau quãng thời gian ở Iraq, đơn cử như đảm chức giám đốc điều hành của Vets For Freedom và Concerned Veterans for America. Năm 2014, ông trở thành đối tác đóng góp của Fox News. Hegseth làm cố vấn cho Tổng thống Donald Trump và ủng hộ chiến dịch tranh cử của vị này vào năm 2016. Giai đoạn 2017–2024, ông làm co-host cho chuyên mục Fox & Friends Weekend. Ông cũng đã viết và xuất bản một số cuốn sách như American Crusade (2020) và The War on Warriors (2024).
Tháng 11 năm 2024, Tổng thống tân cử Trump đưa Hegseth ra ứng cử chức vụ bộ trưởng quốc phòng. Một phiên điều trần của Ủy ban Quân vụ Thượng viện về Hegseth đã được tổ chức vài ngày trước lễ nhậm chức lần thứ hai của Tổng thống Trump. Ông đã phải đối mặt với nhiều cáo buộc liên quan đến hành vi sai trái tình dục, quản lý tài chính yếu kém và vấn đề rượu bia trước khi ra mắt tại ủy ban. Hegseth được Thượng viện chuẩn thuận trong tháng đó, với Phó Tổng thống JD Vance bỏ lá phiếu quyết định nhằm phá vỡ thế bế tắc — đây là lần thứ hai trong lịch sử Hoa Kỳ việc xác nhận một ứng viên nội các được quyết định bởi Phó Tổng thống, sau trường hợp của Betsy DeVos vào năm 2017, trong nhiệm kỳ đầu tiên của chính quyền Trump. Ông là người trẻ thứ hai đảm nhiệm vị trí Bộ trưởng Quốc phòng, sau Donald Rumsfeld, và là người đầu tiên đến từ Minnesota giữ chức vụ này.

## Quan điểm chính trị
Hegseth có quan điểm bảo thủ mạnh mẽ và được xem là một người theo chủ nghĩa dân tộc Kitô. Trong cuốn sách American Crusade (2020) do chính ông chắp bút, Hegseth mô tả “chủ nghĩa Mỹ” là sự đối nghịch với các phong trào như nữ quyền, toàn cầu hóa, chủ nghĩa Marx và chủ nghĩa tiến bộ, đồng thời cho rằng dân chủ là một yêu sách của cánh tả, và bày tỏ sự ủng hộ việc gian lận bầu cử thông qua phân chia khu vực bầu cử có lợi để “chơi Đảng Dân chủ.” Ông mô tả những người cấp tiến và đảng viên Dân chủ là kẻ thù của tự do, của Hoa Kỳ và của Hiến pháp nước này. Hegseth từng phát biểu rằng, thắng lợi của nước Mỹ đồng nghĩa với việc chấm dứt chủ nghĩa toàn cầu, chủ nghĩa xã hội, chủ nghĩa thế tục, chủ nghĩa môi trường, chủ nghĩa Hồi giáo, tư tưởng có hơn hai giới tính và chủ nghĩa cánh tả. Ông cũng đã lặp lại những tuyên bố bịa đặt, vu vạ về hành vi gian lận trong cuộc bầu cử tổng thống năm 2020 và lan truyền các thuyết âm mưu về sự can thiệp của Antifa trong vụ tấn công ngày 6 tháng 1.

## Tiểu sử

### Hôn nhân
Năm 2004, Hegseth cưới Meredith Schwarz, cựu sinh viên Trường Forest Lake Area, tại Nhà thờ Thánh Paul ở Minnesota. Meredith ly dị chồng vào tháng 12 năm 2008 sau khi Hegseth thú nhận đã ngoại tình sau lưng vợ tới năm lần; ông hẹn hò với Samantha Deering sau khi quen cô này tại Vets for Freedom. Hegseth cưới Deering vào năm 2010, sinh được ba người con, song ly dị vào năm 2017. Năm 2019, Hegseth kết hôn với Jennifer Rauchet, nhà sản xuất chương trình Fox & Friends, tại Trump National Golf Club Colts Neck ở New Jersey, Hoa Kỳ, với sự chứng kiến của gia đình ông Trump.

### Cáo buộc tấn công và lạm dụng tình dục
Đoạn email mẹ Hegseth gửi con trai vào tháng 4 năm 2018, điều mà khiến bà nhanh chóng phải xin lỗi.
Vào tháng 11 năm 2024, Vanity Fair đưa tin rằng Pete Hegseth đã bị cáo buộc tấn công tình dục một người phụ nữ tại Khách sạn và Spa Hyatt Regency Monterey, trong khuôn viên sân golf Del Monte tại Monterey, California, vào tháng 10 năm 2017, thời điểm mà ông đang chuẩn bị phát biểu trước hội nghị Liên đoàn Phụ nữ Cộng hòa California. Theo Sở Cảnh sát Monterey, Hegseth nằm trong diện điều tra của hai vụ tấn công tình dục xảy ra ngay trước nửa đêm và vào lúc 7 giờ sáng hôm sau, song ông không bị truy tố hình sự. The Washington Post đưa tin rằng Hegseth đã trả tiền cho người tố cáo như một phần thỏa thuận không tiết lộ (non-disclosure agreement) giữa hai bên sau khi cô này đe dọa khởi kiện sự vụ vào năm 2020. Ngoài ra, tờ báo còn thu thập được một bản ghi nhớ từ người quen của người tố cáo — một nhân viên 30 tuổi làm việc cho một tổ chức bảo thủ — gửi cho nhóm chuyển giao chính quyền của Tổng thống Donald Trump, trong đó cáo buộc Hegseth đã cưỡng hiếp cô trong lúc say rượu. Luật sư của Hegseth, ông Timothy Parlatore, sau đó xác nhận những cáo buộc trên, nhưng cho rằng người phụ nữ đó đã cố gắng tống tiền Hegseth, bênh vực cho thân chủ của mình như một “nạn nhân của sự tống tiền và là thiệt hại ngoài dự kiến vô tội” của Phong trào Me Too, đe dọa đến sự nghiệp của ông. Associated Press đưa tin vào tháng 1 năm 2025 rằng Hegseth đã chi trả cho cô này 50.000 đô la Mỹ.
Các bản tường trình được tiết lộ của Sở Cảnh sát Monterey vào tháng sau đã cung cấp thêm nhiều chi tiết xung quanh vụ việc. Người tố cáo khai với cảnh sát rằng cô đã đối mặt với Hegseth, theo đó ông cho rằng mình là "người tử tế" sau khi đã có những hành vi "thiếu chuẩn mực" với phụ nữ tại sự kiện. Cô nhớ lại rằng khi ở trong một căn phòng không được tiết lộ với Hegseth, vị này đã tước điện thoại của cô và chặn cửa lại, rồi cưỡng hiếp cô trong lúc say xỉn. Người tố cáo khai tiếp rằng "mọi chuyện trở nên mơ hồ" và kể với viên y tá vài ngày sau rằng cô cảm thấy mình đã bị chuốc thuốc mê. Hegseth khai rằng ông chỉ cố gắng khiến cho cô ta cảm thấy thoải mái. Đoạn băng trích xuất từ camera an ninh cho thấy Hegseth và người phụ nữ, người mà dường như đang vui cười, đi dạo cùng nhau. Hai người phụ nữ khác được cảnh sát tra khảo khai rằng Hegseth đã chạm tay vào đùi họ và gạ gẫm họ vào khách sạn; một trong những người phụ nữ đã bảo người tố cáo nói với Hegseth dừng hành vi đó lại. Theo CNN, người tố cáo sau đó đã vào bệnh viện để báo cáo vụ tấn công tình dục và lấy một bộ xét nghiệm hiếp dâm trong phòng cấp cứu. Kết quả xét nghiệm được lấy làm bằng cớ cho quá trình điều tra của Sở Cảnh sát Monterey. Hegseth khai rằng ông có quan hệ tình dục với người phụ nữ song đây là đồng thuận của cả hai. Luật sư Quận Monterey, ông Jeannine M. Pacioni, từ chối nộp đơn tố cáo chính thức vụ việc vào tháng 1 năm 2018 vì cho rằng không tồn tại bằng chứng cần để kết án nghi phạm.
Vào tháng 11 năm 2024, The New York Times thu thập được một đoạn email từ mẹ Hegseth, Penny, từ tháng 4 năm 2018, cáo buộc con trai bà đã ngược đãi phụ nữ từ lâu rồi. Sau vụ việc này, bà đã phân bua với Times rằng, bà đã "ngay lập tức xin lỗi trong một email khác" và những câu từ trước đó được viết "trong cơn giận dữ, với cảm xúc dâng trào". Bà bênh vực cho con trai mình trên Fox News, nói rằng nó đã "hối lỗi, lượng thứ, thay đổi." Vào tháng 1 năm 2025, NBC News đưa tin rằng chị của Samantha, Danielle, đã gửi chứng thư tuyên thệ tới các thượng nghị sĩ, cáo buộc Hegseth từng đe dọa tính mạng vợ mình, theo đó cô này được cho là đã từng trốn trong tủ quần áo và lên kế hoạch tẩu thoát khỏi người chồng vũ phu. Luật sư của Hegseth, ông Parlatore, đã bác bỏ những cáo buộc này.

## Phụ chú
1. ↑  Xem các nguồn sau: [1][2][3]

### Sách
- Adams, Nick; Erickson, Dave (2017). The Case Against the Establishment. New York: Post Hill Press. ISBN 9781682614747.
- Baker, Peter; Glasser, Susan (2022). The Divider: Trump in the White House, 2017-2021. New York: Penguin Random House. ISBN 9780385546539.
- Hegseth, Pete (2024). The War on Warriors: Behind the Betrayal of the Men Who Keep Us Free. New York: Broadside Books. ISBN 9780063389427.
- Stelter, Brian (2022). Hoax: Donald Trump, Fox News and the Dangerous Distortion of Truth. New York: Atria Publishing Group. ISBN 9781982142445.

### Báo chí
- Abels, Grace; Sherman, Amy (ngày 26 tháng 3 năm 2025). "Hegseth says leaked Signal group text didn't have 'war plans'. But screenshots show attack details". Politifact. Truy cập ngày 27 tháng 3 năm 2025.
- Adams, Liam (ngày 13 tháng 1 năm 2025). "Why Pete Hegseth nomination is a milestone for the rightwing Christian movement he follows". USA Today. Truy cập ngày 12 tháng 2 năm 2025.
- Al-Rikabi, Ramsey (ngày 12 tháng 11 năm 2024). "Trump to Nominate Fox News Host Hegseth as Defense Secretary". Bloomberg News. Bản gốc lưu trữ ngày 13 tháng 11 năm 2024. Truy cập ngày 25 tháng 1 năm 2025.
- Ali, Idrees; Stewart, Phil (ngày 10 tháng 3 năm 2025). "US military cancels climate change studies that Pentagon chief calls 'crap'". Reuters. Truy cập ngày 27 tháng 3 năm 2025.
- Arkin, Daniel (ngày 14 tháng 6 năm 2018). "'Fox & Friends' co-host faces lawsuit from man he hit with ax". NBC News. Truy cập ngày 11 tháng 2 năm 2025.
- Allen, Mike; Vogel, Kenneth (ngày 8 tháng 12 năm 2014). "Inside the Koch data mine". Politico. Truy cập ngày 10 tháng 2 năm 2025.
- Anderson, Zac (ngày 12 tháng 11 năm 2024). "Trump taps conservative media pundit Pete Hegseth as Defense Secretary". USA Today. Truy cập ngày 10 tháng 2 năm 2025.
- Bade, Rachael; Burns, Dasha (ngày 28 tháng 1 năm 2025). "How Trump's orbit used blunt force to squeeze Hegseth through". Politico. Truy cập ngày 11 tháng 2 năm 2025.
- Bade, Rachael (ngày 8 tháng 2 năm 2025). "JD Vance Aced His First Test. The Next One Will Be Tougher". Politico Magazine. Truy cập ngày 9 tháng 2 năm 2025.
- Bade, Rachael (ngày 21 tháng 4 năm 2025). "'An amateur person': GOP Rep. Bacon says Hegseth should go". Politico. Truy cập ngày 22 tháng 4 năm 2025.
- Baker, Mike; Graham, Ruth (ngày 5 tháng 12 năm 2024). "Pete Hegseth and His 'Battle Cry' for a New Christian Crusade". The New York Times. Bản gốc lưu trữ ngày 7 tháng 12 năm 2024. Truy cập ngày 4 tháng 2 năm 2025.
- Baragona, Justin (ngày 22 tháng 5 năm 2020). "Tucker Carlson and Pete Hegseth Try to Bring 'Kung Flu' Back". The Daily Beast.
- Barnes, Julian; Sanger, David; Cooper, Helene (ngày 2 tháng 3 năm 2025). "Hegseth Orders Pentagon to Stop Offensive Cyberoperations Against Russia". The New York Times. Bản gốc lưu trữ ngày 4 tháng 3 năm 2025. Truy cập ngày 2 tháng 3 năm 2025.
- Beitsch, Rebecca (ngày 25 tháng 3 năm 2025). "Gabbard, Ratcliffe contend Signal chat did not include classified information". The Hill. Truy cập ngày 27 tháng 3 năm 2025.
- Bender, Michael (ngày 21 tháng 11 năm 2024). "Republicans Rally Behind Pete Hegseth Amid Sexual Assault Accusations". The New York Times. Bản gốc lưu trữ ngày 21 tháng 11 năm 2024. Truy cập ngày 9 tháng 2 năm 2025.
- Bertrand, Natasha; Sebastian, Clare; Britzky, Haley (ngày 12 tháng 2 năm 2025). "Hegseth rules out NATO membership for Ukraine and says Europe must be responsible for country's security". CNN. Truy cập ngày 12 tháng 2 năm 2025.
- Bertrand, Natasha; Britzky, Haley; Tapper, Jake (ngày 24 tháng 4 năm 2025). "'He gets him what he needs Hegseth's new favorite adviser helped set up Signal on one of secretary's computers at Pentagon". CNN. Truy cập ngày 24 tháng 4 năm 2025.
- Beuth, Patrick; Diehl, Jörg; Höfner, Roman; Lehberger, Roman; Röhreke, Friederike; Schmid, Fidelius (ngày 27 tháng 3 năm 2025). "Private Data and Passwords of Senior U.S. Security Officials Found Online". Der Spiegel. Bản gốc lưu trữ ngày 27 tháng 3 năm 2025. Truy cập ngày 27 tháng 3 năm 2025.
- Bolduc, Brian (ngày 13 tháng 3 năm 2012). "Hegseth in the Arena". National Review.
- Bowman, Tom (ngày 21 tháng 4 năm 2025). "The White House is looking to replace Pete Hegseth as defense secretary". NPR. Truy cập ngày 21 tháng 4 năm 2025.
- Bowman, Tom; Lawrence, Quil (ngày 25 tháng 4 năm 2025). "New senior staff announced as White House looks to 'right the ship' at the Pentagon". NPR. Truy cập ngày 25 tháng 4 năm 2025.
- Brooks, Jennifer; Helgeson, Baird; Stassen-Berger, Rachel (ngày 19 tháng 5 năm 2012). "State Rep. Bills is GOP's choice to take on Klobuchar". The Minnesota Star Tribune. Bản gốc lưu trữ ngày 14 tháng 3 năm 2025. Truy cập ngày 10 tháng 2 năm 2025.
- Butler, Kiera (ngày 15 tháng 11 năm 2024). "Trump's Defense Secretary Pick Hopes for a Christian Crusade". Mother Jones. Truy cập ngày 4 tháng 2 năm 2025.
- Catanese, David (ngày 17 tháng 2 năm 2012). "Pete Hegseth's Princeton files". Politico. Truy cập ngày 8 tháng 2 năm 2025.
- Catanese, David (ngày 6 tháng 3 năm 2012). "Pete Hegseth close to Minnesota Senate bid". Politico. Truy cập ngày 25 tháng 1 năm 2025.
- Chang, Sena (ngày 24 tháng 1 năm 2025). "From Princeton to the Pentagon: The many faces of Pete Hegseth '03". The Daily Princetonian. Truy cập ngày 24 tháng 4 năm 2025.
- Chang, Sena (ngày 10 tháng 5 năm 2025). "Secretary of Defense Pete Hegseth '03 'plagiarized' small portions of his senior thesis, experts say. But how serious is it?". The Daily Princetonian. Truy cập ngày 12 tháng 5 năm 2025.
- Chappell, Bill (ngày 21 tháng 11 năm 2024). "Police report gives details, timeline of the sexual assault claim against Pete Hegseth". NPR. Truy cập ngày 12 tháng 2 năm 2025.
- Cohen, Zachary; Liebermann, Oren (ngày 14 tháng 3 năm 2025). "Pentagon tasked with providing 'military options' to ensure US access to Panama Canal, memo says". CNN. Truy cập ngày 16 tháng 3 năm 2025.
- "Combat vets attempt to sway Iraq debate". NBC News. Associated Press. ngày 14 tháng 8 năm 2007. Truy cập ngày 27 tháng 1 năm 2025.
- Cooper, Helene (ngày 13 tháng 11 năm 2024). "What to Know About Pete Hegseth, Trump's Pick for Defense Secretary". The New York Times. Bản gốc lưu trữ ngày 28 tháng 12 năm 2024. Truy cập ngày 4 tháng 2 năm 2025.
- Cooper, Helene; Demirjian, Karoun; Schmitt, Eric; LaFraniere, Sharon; Ismay, John (ngày 14 tháng 1 năm 2025). "Republicans Embrace Hegseth as Democrats Question His Fitness to Lead Pentagon". The New York Times. Bản gốc lưu trữ ngày 14 tháng 1 năm 2025. Truy cập ngày 11 tháng 2 năm 2025.
- Cooper, Helene; Schmitt, Eric (ngày 19 tháng 2 năm 2025). "Hegseth Calls for 8 Percent Annual Defense Cut". The New York Times. Bản gốc lưu trữ ngày 20 tháng 2 năm 2025. Truy cập ngày 19 tháng 2 năm 2025.
- Cooper, Helene; Schmitt, Eric (ngày 24 tháng 3 năm 2025). "Officials Included Journalist in Group Chat on Yemen Attack Plans in Extraordinary Breach". The New York Times. Truy cập ngày 24 tháng 3 năm 2025.
- Cooper, Michael (ngày 17 tháng 5 năm 2007). "McCain in New York". The New York Times. Bản gốc lưu trữ ngày 14 tháng 3 năm 2025. Truy cập ngày 24 tháng 1 năm 2025.
- Cooper, Samantha (ngày 22 tháng 12 năm 2002). "The Pen Is Mightier Than the Electron". The New York Times. Bản gốc lưu trữ ngày 13 tháng 11 năm 2024. Truy cập ngày 24 tháng 1 năm 2025.
- Copp, Tara; Smith, Michelle; Dearen, Jason (ngày 15 tháng 11 năm 2024). "Trump Pentagon pick had been flagged by fellow service member as possible 'Insider Threat'". Associated Press. Truy cập ngày 24 tháng 1 năm 2025.
- Copp, Tara (ngày 23 tháng 1 năm 2025). "Hegseth told senator he paid $50,000 to woman who accused him of 2017 sex assault". Associated Press. Truy cập ngày 11 tháng 2 năm 2025.
- Copp, Tara (ngày 28 tháng 3 năm 2025). "Hegseth's younger brother is serving in a key role as liaison and senior adviser inside the Pentagon". Associated Press. Truy cập ngày 28 tháng 3 năm 2025.
- Copp, Tara (ngày 24 tháng 4 năm 2025). "Hegseth had an unsecured internet line set up in his office to connect to Signal, AP sources say". Associated Press. Truy cập ngày 24 tháng 4 năm 2025.
- Craven, Jasper (ngày 6 tháng 12 năm 2024). "Pete Hegseth's Crusade to Turn the Military into a Christian Weapon". Politico. Truy cập ngày 26 tháng 1 năm 2025.
- Crowley, Kinsey (ngày 5 tháng 12 năm 2024). "Who is Penelope Hegseth? What to know after Pete Hegseth's mother addresses leaked email". USA Today. Truy cập ngày 7 tháng 2 năm 2025.
- Demirjian, Karoun (ngày 5 tháng 12 năm 2024). "Defiant Hegseth Fights to Keep Pentagon Bid Alive, as Votes Remain Uncertain". The New York Times. Bản gốc lưu trữ ngày 6 tháng 12 năm 2024. Truy cập ngày 11 tháng 2 năm 2025.
- Demirjian, Karoun (ngày 14 tháng 1 năm 2025). "Hegseth Won't Say Whether Sexual Assault, Drinking or Adultery Is Disqualifying". The New York Times. Bản gốc lưu trữ ngày 14 tháng 1 năm 2025. Truy cập ngày 11 tháng 2 năm 2025.
- Demirjian, Karoun (ngày 25 tháng 3 năm 2025). "Officials in Leaked Chat Had Criticized Clinton's Use of Private Email Server". The New York Times. Bản gốc lưu trữ ngày 26 tháng 3 năm 2025. Truy cập ngày 27 tháng 3 năm 2025.
- de Moraes, Lisa (ngày 17 tháng 6 năm 2014). "Hillary Clinton Takes "Book Tour" To CNN, Fox News Channel". Deadline Hollywood. Truy cập ngày 8 tháng 2 năm 2025.
- Detsch, Jack (ngày 13 tháng 11 năm 2024). "Pentagon officials alarmed over Hegseth's lack of experience: 'Would you trust him to run Walmart'?". Politico. Truy cập ngày 9 tháng 2 năm 2025.
- DiMascio, Jen (ngày 5 tháng 11 năm 2009). "Veterans groups boost lobbying". Politico. Truy cập ngày 25 tháng 1 năm 2025.
- Dunbar, Marina (ngày 27 tháng 3 năm 2025). "Pete Hegseth's Arabic tattoo stirs controversy: 'clear symbol of Islamophobia'". The Guardian. Truy cập ngày 27 tháng 3 năm 2025.
- Falcone, Michael (ngày 23 tháng 7 năm 2008). "Iraq Veteran Takes On McCain In New Ad". The New York Times. Bản gốc lưu trữ ngày 14 tháng 3 năm 2025. Truy cập ngày 8 tháng 2 năm 2025.
- Fields, Ashleigh (ngày 26 tháng 3 năm 2025). "Fox's Jennifer Griffin: Info Hegseth sent 'classified' and meant only for secure channels". The Hill. Truy cập ngày 27 tháng 3 năm 2025.
- Fields, Ashleigh (ngày 13 tháng 11 năm 2024). "5 things to know about Pete Hegseth, Trump's Pentagon nominee". The Hill. Truy cập ngày 10 tháng 2 năm 2025.
- Fisher, Marc (ngày 13 tháng 11 năm 2024). "Pete Hegseth's Path from Campus Provocateur to Fox to the Pentagon". The New Yorker. Truy cập ngày 4 tháng 2 năm 2025.
- Friedman, Lisa (ngày 4 tháng 12 năm 2024). "What Trump's Cabinet Picks and Advisers Say About Climate Change". The New York Times. Bản gốc lưu trữ ngày 25 tháng 12 năm 2024. Truy cập ngày 8 tháng 2 năm 2025.
- Forsyth, Jennifer (ngày 4 tháng 12 năm 2024). "Pete Hegseth's Mother Defends Her Son's Character on Fox Show". The New York Times. Bản gốc lưu trữ ngày 4 tháng 12 năm 2024. Truy cập ngày 10 tháng 2 năm 2025.
- Fortinsky, Sarah (ngày 23 tháng 2 năm 2025). "Hegseth responds to blowback over Friday night Pentagon purge". The Hill. Truy cập ngày 24 tháng 2 năm 2025.
- Gafni, Matthias (ngày 14 tháng 11 năm 2024). "Trump's defense secretary pick, Pete Hegseth, was named in Monterey sex assault probe". San Francisco Chronicle. Bản gốc lưu trữ ngày 24 tháng 11 năm 2024. Truy cập ngày 4 tháng 2 năm 2025.
- Gangitano, Alex (ngày 28 tháng 4 năm 2025). "Trump says Hegseth's 'gonna get it together'". The Hill. Truy cập ngày 4 tháng 5 năm 2025.
- Gordon, Michael; Youssef, Nancy; Wise, Lindsay (ngày 26 tháng 3 năm 2025). "Hegseth Comes Under Scrutiny for Texting Strike Details as Fallout Grows". The Wall Street Journal. Truy cập ngày 26 tháng 3 năm 2025.
- Gould, Joie; Gramer, Robbie; McLeary, Paul; O'Brien, Connor; Destch, Jack (ngày 12 tháng 11 năm 2024). "'Who the f--k is this guy?': Defense world reacts to Trump's surprise Pentagon pick". Politico. Truy cập ngày 9 tháng 2 năm 2025.
- Gould, Joie; O'Brien, Connor; Friedman, Amanda (ngày 21 tháng 4 năm 2025). "'White House backs Hegseth, Leavitt says 'entire Pentagon' is resisting him". Politico. Truy cập ngày 22 tháng 4 năm 2025.
- Grynbaum, Michael; Tracy, Marc; Hsu, Tiffany (ngày 5 tháng 8 năm 2019). "Trump Echoes 'Fox & Friends' on Shootings. The New York Post Dissents". The New York Times. Bản gốc lưu trữ ngày 9 tháng 1 năm 2025. Truy cập ngày 24 tháng 1 năm 2025.
- Herman, Alice (ngày 15 tháng 11 năm 2024). "Pete Hegseth, Trump's Pentagon pick, sparks alarm over far-right extremism". The Guardian. Truy cập ngày 12 tháng 2 năm 2025.
- Haberman, Maggie (ngày 16 tháng 11 năm 2024). "Trump's Pick for Pentagon Paid an Accuser but Denies It Was Sexual Assault". The New York Times. Bản gốc lưu trữ ngày 17 tháng 11 năm 2024. Truy cập ngày 9 tháng 2 năm 2025.
- Haberman, Maggie (ngày 17 tháng 11 năm 2024). "Trump Stands by Defense Pick Who Says Encounter With Woman Was Not Sexual Assault". The New York Times. Bản gốc lưu trữ ngày 28 tháng 12 năm 2024. Truy cập ngày 9 tháng 2 năm 2025.
- Haberman, Maggie; Swan, Jonathan; Shear, Michael (ngày 4 tháng 12 năm 2024). "As Hegseth Vows to Fight, Trump Considers DeSantis for Defense Secretary". The New York Times. Bản gốc lưu trữ ngày 25 tháng 12 năm 2024. Truy cập ngày 9 tháng 2 năm 2025.
- Hauslohner, Abigail (ngày 20 tháng 1 năm 2025). "Rubio confirmed as Hegseth, Ratcliffe pass key thresholds". The Washington Post. Bản gốc lưu trữ ngày 21 tháng 1 năm 2025. Truy cập ngày 11 tháng 2 năm 2025.
- Hauslohner, Abigail; Goodwin, Liz; Kornfield, Meryl (ngày 25 tháng 1 năm 2025). "Pete Hegseth confirmed as defense secretary after Vance breaks tie". The Washington Post. Bản gốc lưu trữ ngày 25 tháng 1 năm 2025. Truy cập ngày 4 tháng 2 năm 2025.
- Hauslohner, Abigail; Ryan, Missy (ngày 24 tháng 4 năm 2025). "Senators challenge Hegseth on civilian deaths in Yemen strikes". The Washington Post. Truy cập ngày 24 tháng 4 năm 2025.
- Helmore, Edward (ngày 30 tháng 11 năm 2024). "Trump defense secretary nominee Pete Hegseth's mother called him 'an abuser of women'". The Guardian. Truy cập ngày 13 tháng 3 năm 2025.
- Hill, Michael (ngày 13 tháng 11 năm 2024). "Pete Hegseth exits Fox after being announced as Trump's pick to lead DoD". NewscastStudio. Truy cập ngày 11 tháng 2 năm 2025.
- Horton, Alex (ngày 5 tháng 12 năm 2024). "Bronze Stars, like those Hegseth earned, are common among military officers". The Washington Post. Bản gốc lưu trữ ngày 6 tháng 12 năm 2024. Truy cập ngày 9 tháng 2 năm 2025.
- Horton, Alex; Natanson, Hannah (ngày 29 tháng 3 năm 2025). "Secret Pentagon memo on China, homeland has Heritage fingerprints". The Washington Post. Truy cập ngày 29 tháng 3 năm 2025.
- Horton, Alex; Lamothe, Dan (ngày 3 tháng 4 năm 2025). "Inspector general will scrutinize Hegseth's disclosures in Signal chat". The Washington Post. Truy cập ngày 3 tháng 4 năm 2025.
- Howard, Andrew; Gibson, Brittany (ngày 13 tháng 11 năm 2024). "From women in combat to Trump's border wall, here are the policies Pete Hegseth has spoken out on". Politico. Lưu trữ bản gốc ngày 19 tháng 11 năm 2024. Truy cập ngày 15 tháng 11 năm 2024.
- Ismay, John (ngày 11 tháng 2 năm 2025). "Hegseth Renames Fort Liberty to Fort Bragg". The New York Times. Bản gốc lưu trữ ngày 11 tháng 2 năm 2025. Truy cập ngày 11 tháng 2 năm 2025.
- Ismay, John (ngày 21 tháng 2 năm 2025). "Hegseth Fires Navy's Top Officer". The New York Times. Bản gốc lưu trữ ngày 22 tháng 2 năm 2025. Truy cập ngày 22 tháng 2 năm 2025.
- Iqbal, Nomia (ngày 14 tháng 1 năm 2025). "Hegseth makes no mention of Russia-Ukraine war". BBC News. Truy cập ngày 12 tháng 2 năm 2025.
- Jaffe, Greg (ngày 22 tháng 2 năm 2025). "In Pursuit of a 'Warrior Ethos,' Hegseth Targets Military's Top Lawyers". The New York Times. Bản gốc lưu trữ ngày 5 tháng 3 năm 2025. Truy cập ngày 22 tháng 2 năm 2025.
- Jaffe, Greg; Schmitt, Eric; Haberman, Maggie (ngày 20 tháng 4 năm 2025). "Hegseth Said to Have Shared Attack Details in Second Signal Chat". The New York Times. Truy cập ngày 20 tháng 4 năm 2025.
- Kaczynski, Andrew (ngày 17 tháng 12 năm 2024). "KFile: Pete Hegseth spread baseless conspiracy theories that January 6 attack was carried out by leftist groups". CNN. Truy cập ngày 18 tháng 12 năm 2024.
- Karni, Annie; Cameron, Chris (ngày 24 tháng 1 năm 2025). "Hegseth Is Second Cabinet Secretary in History to Advance on Tiebreaker Vote". The New York Times. Bản gốc lưu trữ ngày 25 tháng 1 năm 2025. Truy cập ngày 26 tháng 1 năm 2025.
- Kane, Paul; Goodwin, Liz; Alfaro, Mariana (ngày 9 tháng 12 năm 2024). "Key Republican senator reports 'good discussions' with Pete Hegseth". The Washington Post. Bản gốc lưu trữ ngày 10 tháng 12 năm 2024. Truy cập ngày 11 tháng 2 năm 2025.
- Kershner, Isabel (ngày 6 tháng 1 năm 2025). "West Bank Settlers Hope Trump Will Back Annexation Dreams". The New York Times. Bản gốc lưu trữ ngày 6 tháng 1 năm 2025. Truy cập ngày 8 tháng 2 năm 2025.
- Kelly, Kate (ngày 14 tháng 1 năm 2025). "Hegseth Spars with Senator Over What He Meant by Slang Term". The New York Times. Bản gốc lưu trữ ngày 14 tháng 1 năm 2025. Truy cập ngày 11 tháng 2 năm 2025.
- Kilgore, Ed (ngày 6 tháng 12 năm 2024). "Pete Hegseth's Christian Nationalism Is Fair Game for Confirmation Hearings". New York. Truy cập ngày 12 tháng 2 năm 2024.
- Kinnard, Meg (ngày 13 tháng 11 năm 2024). "What to know about Pete Hegseth, Trump's pick to serve as defense secretary". Associated Press (bằng tiếng Anh). Truy cập ngày 21 tháng 3 năm 2025.
- Kranish, Michael; Dawsey, Josh; O'Connell, Jonathan; Lamothe, Dan; Hudson, John (ngày 15 tháng 11 năm 2024). "Trump team weighs Pentagon pick after sexual assault allegation surfaces". The Washington Post. Bản gốc lưu trữ ngày 15 tháng 11 năm 2024. Truy cập ngày 4 tháng 2 năm 2025.
- Kranish, Michael; Dawsey, Josh; O'Connell, Jonathan (ngày 16 tháng 11 năm 2024). "Defense pick Hegseth paid accuser but denies sexual assault, attorney says". The Washington Post. Bản gốc lưu trữ ngày 27 tháng 12 năm 2024. Truy cập ngày 4 tháng 2 năm 2025.
- Kranish, Michael; Lamothe, Dan; Ellison, Sarah; Hudson, John (ngày 4 tháng 12 năm 2024). "Hegseth's history with alcohol shadows Pentagon selection". The Washington Post. Bản gốc lưu trữ ngày 5 tháng 12 năm 2024. Truy cập ngày 9 tháng 2 năm 2025.
- Kine, Phelim; Egan, Lauren (ngày 15 tháng 11 năm 2024). "Biden scrambles to emergency-proof U.S.-China ties before Trump takes office". Politico. Truy cập ngày 9 tháng 2 năm 2025.
- LaFraniere, Sharon; Tate, Julie (ngày 29 tháng 11 năm 2024). "Pete Hegseth's Mother Accused Her Son of Mistreating Women for Years". The New York Times. Bản gốc lưu trữ ngày 28 tháng 12 năm 2024. Truy cập ngày 7 tháng 2 năm 2025.
- LaFraniere, Sharon; Fahrenthold, David; Philipps, Dave; Kelly, Kate (ngày 4 tháng 12 năm 2024). "Pete Hegseth's Troubles at Work Raise Questions About Leadership". The New York Times. Bản gốc lưu trữ ngày 9 tháng 12 năm 2024. Truy cập ngày 26 tháng 1 năm 2025.
- Lamothe, Dan; Ryan, Missy; Horton, Alex (ngày 28 tháng 1 năm 2025). "Hegseth readies actions against Trump foe Mark Milley". The Washington Post. Bản gốc lưu trữ ngày 29 tháng 1 năm 2025. Truy cập ngày 28 tháng 1 năm 2025.
- Lamothe, Dan; Ryan, Missy (ngày 25 tháng 3 năm 2025). "Hegseth faces renewed scrutiny after Signal chat disclosures". The Washington Post. Truy cập ngày 24 tháng 4 năm 2025.
- Lamothe, Dan (ngày 7 tháng 2 năm 2025). "Trump DEI crackdown targets books in Pentagon schools". The Washington Post. Bản gốc lưu trữ ngày 16 tháng 2 năm 2025. Truy cập ngày 9 tháng 2 năm 2025.
- Lamothe, Dan (ngày 13 tháng 2 năm 2025). "Hegseth team invites far-right activist Jack Posobiec on overseas trip". The Washington Post. Bản gốc lưu trữ ngày 21 tháng 2 năm 2025. Truy cập ngày 14 tháng 2 năm 2025.
- Lamothe, Dan (ngày 20 tháng 4 năm 2025). "Hegseth team gets new jolt with more allegations involving Signal app". The Washington Post. Truy cập ngày 21 tháng 4 năm 2025.
- Lamothe, Dan (ngày 21 tháng 4 năm 2025). "Pete Hegseth, isolated and defiant, has Trump's backing for now". The Washington Post. Truy cập ngày 21 tháng 4 năm 2025.
- Lamothe, Dan (ngày 24 tháng 4 năm 2025). "Hegseth had Signal messaging app installed on an office computer". The Washington Post. Truy cập ngày 24 tháng 4 năm 2025.
- Lamothe, Dan; DeYoung, Karen (ngày 13 tháng 2 năm 2025). "Hegseth softens stance on Ukraine's NATO goal as Trump doubles down". The Washington Post. Bản gốc lưu trữ ngày 14 tháng 2 năm 2025. Truy cập ngày 14 tháng 2 năm 2025.
- LaPorta, James; Ingram, Julia; Kaufman, Katrina (ngày 4 tháng 12 năm 2024). "GOP insiders sought Hegseth's removal as leader of veterans' group in 2016". CBS News. Truy cập ngày 8 tháng 2 năm 2025.
- LaPorta, James; Tarrant, Rhona (ngày 5 tháng 12 năm 2024). "Hegseth signed NDA, received six-figure severance payment after leaving veterans' group, sources say". CBS News. Truy cập ngày 8 tháng 2 năm 2025.
- LeVine, Marianne; McDaniel, Justine; Edwards, Jonathan (ngày 6 tháng 12 năm 2024). "Trump defends Hegseth as his path to confirmation remains uncertain". The Washington Post. Bản gốc lưu trữ ngày 6 tháng 12 năm 2024. Truy cập ngày 11 tháng 2 năm 2025.
- Levenson, Eric; Cohen, Marshall (ngày 17 tháng 4 năm 2023). "Here are the 20 specific Fox broadcasts and tweets Dominion says were defamatory". CNN. Truy cập ngày 11 tháng 2 năm 2025.
- Lippman, Daniel; Detsch, Jack (ngày 24 tháng 4 năm 2025). "Controversial Hegseth chief of staff to leave Pentagon". Politico. Truy cập ngày 24 tháng 4 năm 2025.
- Long, Katherine; Colchester, Max; Michaels, Daniel; Wise, Lindsay (ngày 28 tháng 3 năm 2025). "Hegseth Brought His Wife to Sensitive Meetings With Foreign Military Officials". The Wall Street Journal. Truy cập ngày 28 tháng 3 năm 2025.
- Luo, Michael (ngày 29 tháng 5 năm 2008). "2 Senators for McCain Leave Group After Ads". The New York Times. Truy cập ngày 8 tháng 2 năm 2025.
- Mahler, Jonathan; Rutenberg, Jim (ngày 3 tháng 4 năm 2019). "How Rupert Murdoch's Empire of Influence Remade the World". The New York Times Magazine. Bản gốc lưu trữ ngày 4 tháng 4 năm 2019. Truy cập ngày 24 tháng 1 năm 2025.
- Martinez, Xavier (ngày 14 tháng 1 năm 2025). "What Pete Hegseth Has Said About Women in the Military and in Combat Roles". The Wall Street Journal. Bản gốc lưu trữ ngày 15 tháng 1 năm 2025. Truy cập ngày 11 tháng 2 năm 2025.
- Manfre, Jessica (ngày 9 tháng 5 năm 2022). "Pete Hegseth talks evolution of reserve component". Reserve + National Guard Magazine. Truy cập ngày 26 tháng 1 năm 2025.
- Mata III, Reyes; Schmitt, Eric (ngày 25 tháng 1 năm 2025). "Defense Secretary Vows to Use Thousands of Active-Duty Troops to Secure Border". The New York Times. Bản gốc lưu trữ ngày 4 tháng 2 năm 2025. Truy cập ngày 4 tháng 2 năm 2025.
- Mayer, Jane (ngày 1 tháng 12 năm 2024). "Pete Hegseth's Secret History". The New Yorker. Truy cập ngày 26 tháng 1 năm 2025.
- McGraw, Meridith; Ward, Alexander (ngày 21 tháng 4 năm 2025). "Trump Stands by Hegseth After Phone Call About Newly Revealed Signal Chat". The Wall Street Journal. Truy cập ngày 21 tháng 4 năm 2025.
- McKinney, Matt; Kashiwagi, Sydney (ngày 20 tháng 11 năm 2024). "Forest Lake native Pete Hegseth faces new scrutiny, support as Trump defense nominee". Minnesota Star Tribune. Bản gốc lưu trữ ngày 20 tháng 11 năm 2024. Truy cập ngày 7 tháng 2 năm 2025.
- McLeary, Paul (ngày 20 tháng 4 năm 2025). "Former Pentagon official warns department's dysfunction could topple Hegseth". Politico. Truy cập ngày 20 tháng 4 năm 2025.
- McLeary, Paul; Detsch, Jack (ngày 24 tháng 4 năm 2025). "Pentagon leadership vacuum overwhelms Hegseth's office: 'It's a free-for-all'". Politico. Truy cập ngày 24 tháng 4 năm 2025.
- Mendick, Robert (ngày 14 tháng 11 năm 2024). "Mapping Pete Hegseth's tattoos: the Christian ink that got him kicked off Biden's National Guard team". The Daily Telegraph. Truy cập ngày 24 tháng 1 năm 2025.
- Melas, Chloe; Kube, Courney; Fitzpatrick, Sarah (ngày 3 tháng 12 năm 2024). "Pete Hegseth's drinking worried colleagues at Fox News, sources tell NBC News". NBC News. Truy cập ngày 9 tháng 2 năm 2025.
- Meyer, Josh (ngày 25 tháng 3 năm 2025). "But her e-mails? Here is how Trump's team reacted to a Hillary Clinton security breach". USA Today. Truy cập ngày 27 tháng 3 năm 2025.
- Mitchell, C.C. (ngày 11 tháng 4 năm 2012). "Biden to visit Minneapolis for Klobuchar fundraiser". The Minnesota Star Tribune. Bản gốc lưu trữ ngày 14 tháng 3 năm 2025. Truy cập ngày 10 tháng 2 năm 2025.
- Miyake, Kuni (ngày 3 tháng 4 năm 2025). "Will the real Pete Hegseth please stand up?". The Japan Times (bằng tiếng Anh). Truy cập ngày 8 tháng 4 năm 2025.
- Paquette, Danielle; O'Connell, Jonathan (ngày 21 tháng 11 năm 2024). "Police records reveal new details about sexual assault allegation against Pete Hegseth". The Washington Post. Bản gốc lưu trữ ngày 21 tháng 11 năm 2024. Truy cập ngày 11 tháng 2 năm 2025.
- Pecorin, Allison (ngày 25 tháng 1 năm 2025). "Hegseth sworn in as defense secretary after narrow Senate vote". ABC News. Truy cập ngày 9 tháng 2 năm 2025.
- Philipps, Dave (ngày 12 tháng 12 năm 2016). "Veterans Groups Urge Trump to Keep Obama's V.A. Secretary". The New York Times. Bản gốc lưu trữ ngày 14 tháng 12 năm 2016. Truy cập ngày 24 tháng 1 năm 2025.
- Philipps, Dave (ngày 15 tháng 11 năm 2019). "Trump Clears Three Service Members in War Crimes Cases". The New York Times. Bản gốc lưu trữ ngày 1 tháng 1 năm 2025. Truy cập ngày 24 tháng 1 năm 2025.
- Philipps, Dave; Rosenberg, Carol (ngày 21 tháng 11 năm 2024). "The Metamorphosis of Pete Hegseth: From Critic of War Crimes to Defender of the Accused". The New York Times. Bản gốc lưu trữ ngày 28 tháng 12 năm 2024. Truy cập ngày 8 tháng 2 năm 2025.
- Pomerleau, Mark (ngày 1 tháng 5 năm 2025). "Hegseth orders sweeping changes to Army structure". Defensescoop. Truy cập ngày 1 tháng 5 năm 2025.
- Poniewozik, James (ngày 23 tháng 10 năm 2018). "Fox News and Trump Reboot a Fearmongering TV Drama From 2014". The New York Times. Truy cập ngày 24 tháng 1 năm 2025.
- Rein, Lisa (ngày 11 tháng 1 năm 2017). "David Shulkin tapped as Trump's VA secretary". The Washington Post. Bản gốc lưu trữ ngày 14 tháng 3 năm 2025. Truy cập ngày 24 tháng 1 năm 2025.
- Rein, Lisa (ngày 15 tháng 3 năm 2018). "Trump eyes 'Fox & Friends' personality Pete Hegseth to take over Veterans Affairs". The Washington Post. Bản gốc lưu trữ ngày 20 tháng 11 năm 2019. Truy cập ngày 24 tháng 1 năm 2025.
- Robertson, Noah; Losey, Stephen; Shane, Leo (ngày 27 tháng 3 năm 2025). "'Obviously classified': Experts say Hegseth chat leaks invited danger". Defense News. Truy cập ngày 27 tháng 3 năm 2025.
- Ryan, Missy (ngày 12 tháng 11 năm 2024). "Trump taps Fox News host and Army vet Pete Hegseth as defense secretary". The Washington Post. Bản gốc lưu trữ ngày 13 tháng 11 năm 2024. Truy cập ngày 24 tháng 1 năm 2025.
- Ryan, Missy; Lamothe, Dan; Hudson, John; Horton, Alex (ngày 12 tháng 11 năm 2024). "Pete Hegseth has said exactly how he will shake up the Pentagon". The Washington Post. Bản gốc lưu trữ ngày 13 tháng 11 năm 2024. Truy cập ngày 9 tháng 2 năm 2025.
- Ryan, Missy; Lamothe, Dan (ngày 21 tháng 2 năm 2025). "Trump ousts Joint Chiefs chairman, other leaders in major Pentagon shake-up". The Washington Post. Bản gốc lưu trữ ngày 22 tháng 2 năm 2025. Truy cập ngày 22 tháng 2 năm 2025.
- Samuels, Brett; Mastrangelo, Dominick (ngày 12 tháng 11 năm 2024). "Trump taps Fox News host Pete Hegseth for Defense secretary". The Hill. Truy cập ngày 9 tháng 2 năm 2025.
- Schmitt, Eric (ngày 25 tháng 1 năm 2025). "Pete Hegseth, New Defense Secretary, Outlines Pentagon's Priorities". The New York Times. Bản gốc lưu trữ ngày 25 tháng 1 năm 2025. Truy cập ngày 25 tháng 1 năm 2025.
- Schmitt, Eric (ngày 26 tháng 1 năm 2025). "Defense Secretary Pete Hegseth spoke to Prime Minister Benjamin Netanyahu of Israel on Sunday, in what is believed to be his first call with a world leader since being sworn in on Saturday". The New York Times. Truy cập ngày 25 tháng 1 năm 2025.
- Seligman, Lara; Bergengruen, Vera; Youssef, Nancy (ngày 21 tháng 11 năm 2024). "Trump Team Blindsided by Details of Sexual-Assault Allegation Against Hegseth". The Wall Street Journal. Bản gốc lưu trữ ngày 21 tháng 12 năm 2024. Truy cập ngày 12 tháng 2 năm 2025.
- Sherman, Gabriel (ngày 14 tháng 11 năm 2024). "Trump's Defense Secretary Pick Pete Hegseth Said to Face Previous Sexual Misconduct Allegation". Vanity Fair. Truy cập ngày 4 tháng 2 năm 2025.
- Sherman, Gabriel (ngày 3 tháng 12 năm 2024). "The Storybook Start—and Bitter End—of Pete Hegseth's First Marriage". Vanity Fair. Truy cập ngày 29 tháng 1 năm 2025.
- Shim, Eileen (ngày 7 tháng 10 năm 2008). "At YPU, a call for ROTC's return". Yale Daily News. Truy cập ngày 27 tháng 1 năm 2025.
- Simonetti, Isabella (ngày 26 tháng 2 năm 2024). "Fox News's Streaming Playbook: Hollywood Stars and Conservative Documentaries". The Wall Street Journal. Bản gốc lưu trữ ngày 26 tháng 2 năm 2024. Truy cập ngày 25 tháng 1 năm 2025.
- Stassen-Berger, Rachel (ngày 24 tháng 5 năm 2012). "Republican Hegseth is out of U.S. Senate race. For good". The Minnesota Star Tribune. Bản gốc lưu trữ ngày 14 tháng 3 năm 2025. Truy cập ngày 10 tháng 2 năm 2025.}
- Steck, Em; Kaczynski, Andrew (ngày 4 tháng 12 năm 2024). "Hegseth has a history of supporting controversial policies involving the military". CNN. Truy cập ngày 12 tháng 2 năm 2025.
- Steck, Em; Kaczynski, Andrew (ngày 25 tháng 3 năm 2025). "'Nobody is above the law': Trump officials who criticized Clinton's emails now under scrutiny for leaked war plans". CNN. Truy cập ngày 27 tháng 3 năm 2025.
- Steinberg, Brian (ngày 2 tháng 4 năm 2018). "Jason Chaffetz, Katie Pavlich, Brian Kilmeade and Pete Hegseth to Sub for Laura Ingraham on Fox News". Variety. Truy cập ngày 26 tháng 1 năm 2025.
- Steinberg, Brian (ngày 12 tháng 9 năm 2018). "Sean Hannity, Laura Ingraham, Tucker Carlson to Take Part in 'Fox Nation' Streaming Service". Variety. Truy cập ngày 11 tháng 2 năm 2025.
- Steinberg, Brian (ngày 25 tháng 10 năm 2018). "Fox Nation Sets Launch Date". Variety. Truy cập ngày 11 tháng 2 năm 2025.
- Steinberg, Brian (ngày 7 tháng 10 năm 2020). "Pete Hegseth, Shannon Bream to Publish Books Under New Fox News Imprint". Variety. Truy cập ngày 26 tháng 1 năm 2025.
- Steinhauer, Jennifer (ngày 6 tháng 1 năm 2020). "Fox Host's 'America First' Shift Makes an Exception for Trump's Iran Strike". The New York Times. Bản gốc lưu trữ ngày 7 tháng 1 năm 2020. Truy cập ngày 8 tháng 2 năm 2025.
- Stelter, Brian (ngày 13 tháng 11 năm 2024). "How Pete Hegseth went from Fox News host to Trump's Defense Secretary pick". CNN. Truy cập ngày 9 tháng 2 năm 2025.
- Strand, Bruce (ngày 28 tháng 6 năm 2019). "Hegseth retiring; directed activities 27 years as Centennial grew, prospered". Quad Community Press. Truy cập ngày 7 tháng 2 năm 2025.
- Sweeney, Emily (ngày 13 tháng 11 năm 2024). "Five things to know about Pete Hegseth, Trump's nominee for defense secretary". The Boston Globe. Bản gốc lưu trữ ngày 13 tháng 11 năm 2024. Truy cập ngày 4 tháng 2 năm 2025.
- Swan, Jonathan; Treene, Alayna (ngày 18 tháng 5 năm 2018). "Behind the scenes: Robert Wilkie's nomination to lead Veterans Affairs". Axios. Truy cập ngày 9 tháng 2 năm 2025.
- Swan, Jonathan; Haberman, Maggie (ngày 16 tháng 11 năm 2024). "Under the Chandelier at Mar-a-Lago, Trump Makes Picks at Breakneck Speed". The New York Times. Bản gốc lưu trữ ngày 17 tháng 11 năm 2024. Truy cập ngày 9 tháng 2 năm 2025.
- Swan, Jonathan; Haberman, Maggie (ngày 12 tháng 12 năm 2024). "Power, Intimidation and the Resurrection of Trump's Support for Hegseth". The New York Times. Bản gốc lưu trữ ngày 13 tháng 12 năm 2024. Truy cập ngày 11 tháng 2 năm 2025.
- Swann, Sara (ngày 25 tháng 11 năm 2024). "Did Pete Hegseth's tattoos bar him from National Guard service in 2021?". Poynter Institute. Truy cập ngày 4 tháng 3 năm 2025.
- Tarnopolsky, Noga (ngày 3 tháng 3 năm 2019). "Israel's Netanyahu reacts to likely corruption charges with fire and fury". Los Angeles Times. Bản gốc lưu trữ ngày 18 tháng 10 năm 2023. Truy cập ngày 9 tháng 2 năm 2025.
- Talev, Margaret (ngày 6 tháng 1 năm 2015). "Group Seeks to Remind Obama of VA Scandal Ahead of Phoenix Trip". Bloomberg News. Bản gốc lưu trữ ngày 13 tháng 3 năm 2025. Truy cập ngày 14 tháng 2 năm 2025.
- "Text of the Email That Pete Hegseth's Mother Sent Him". The New York Times. ngày 29 tháng 11 năm 2024. Bản gốc lưu trữ ngày 7 tháng 12 năm 2024. Truy cập ngày 11 tháng 2 năm 2025.
- Tolan, Casey; Glover, Scott; Murray, Sara (ngày 21 tháng 11 năm 2024). "Police report reveals new details from sexual assault allegation against Trump's defense secretary nominee". CNN. Truy cập ngày 11 tháng 2 năm 2025.
- Tsirkin, Julie; Fitzpatrick, Sara; Kube, Courtney (ngày 21 tháng 1 năm 2025). "Senators receive affidavit containing new allegations against Pete Hegseth, who denies the claims". NBC News. Truy cập ngày 11 tháng 2 năm 2025.
- Vargas, Ramos (ngày 25 tháng 3 năm 2025). "Hillary Clinton reacts to military plans leak: 'You have got to be kidding me'". The Guardian. Truy cập ngày 27 tháng 3 năm 2025.
- Waldman, Scott (ngày 21 tháng 3 năm 2025). "Hegseth Orders Elimination of Climate Defense Planning but Still Wants Extreme Weather Preparation". Scientific American. Truy cập ngày 21 tháng 3 năm 2025.
- Ward, Alexander (ngày 12 tháng 11 năm 2024). "Loyalty Is Common Thread as Trump Fills Foreign Policy, Immigration Jobs". The Wall Street Journal. Bản gốc lưu trữ ngày 12 tháng 11 năm 2024. Truy cập ngày 25 tháng 1 năm 2025.
- Ward, Alexander; Salama, Vivian (ngày 12 tháng 11 năm 2024). "Trump Names Fox News Host Pete Hegseth to Head Pentagon, John Ratcliffe for CIA". The Wall Street Journal. Bản gốc lưu trữ ngày 13 tháng 11 năm 2024. Truy cập ngày 9 tháng 2 năm 2025.
- Weaver, Al (ngày 23 tháng 4 năm 2025). "Senate Republican: Hegseth is 'going to need some help around him'". The Hill. Truy cập ngày 24 tháng 4 năm 2025.
- Weise, Elizabeth; Pulver, Dinah (ngày 11 tháng 3 năm 2025). "Defense Department 'does not do climate change crap,' Hegseth says". USA Today. Truy cập ngày 12 tháng 3 năm 2025.
- Weissert, Will (ngày 26 tháng 3 năm 2025). "In their own words: Trump officials shrugging off Signal leak once decried Clinton's server". Associated Press. Truy cập ngày 27 tháng 3 năm 2025.
- "Who is Pete Hegseth, the pro-Israel Fox News host picked to head Pentagon?". Al Jazeera. ngày 13 tháng 11 năm 2024. Truy cập ngày 12 tháng 2 năm 2024.
- Wilson, Jason (ngày 25 tháng 11 năm 2024). "Trump Pentagon pick attacks UN and Nato and urges US to ignore Geneva conventions". The Guardian. Truy cập ngày 12 tháng 2 năm 2025.
- Wilson, Jason (ngày 24 tháng 1 năm 2025). "Trump Pentagon nominee endorsed extremist Christian doctrine on podcast". The Guardian. Truy cập ngày 12 tháng 2 năm 2025.
- Wise, Lindsay; Gillum, Jack; McGraw, Meredith (ngày 3 tháng 2 năm 2025). "The 24-Hour Blitz That Flipped One Senator's Vote From No to Yes on Hegseth". The Wall Street Journal. Bản gốc lưu trữ ngày 5 tháng 2 năm 2025. Truy cập ngày 4 tháng 2 năm 2025.
- Watson, Eleanor; Walsh, Mary; Sganga, Nicole (ngày 15 tháng 11 năm 2024). "Fellow National Guardsman told superiors Hegseth might be 'insider threat' before Biden inauguration". CBS News. Truy cập ngày 9 tháng 2 năm 2025.
- Wong, Scott; Thorp, Frank V; Shabad, Rebecca (ngày 4 tháng 12 năm 2024). "Trump's embattled defense pick Hegseth vows to fight on, says he won't drink if confirmed". NBC News. Truy cập ngày 1 tháng 4 năm 2025.
- Yang, Rachel (ngày 5 tháng 12 năm 2018). "New Year's Eve Programming Roundup: Ring in 2019 With Andy Cohen, Steve Harvey and More". Variety. Truy cập ngày 11 tháng 2 năm 2025.
- Youssef, Nancy (ngày 14 tháng 1 năm 2025). "What Do Hegseth's Arm Tattoos Mean?". The Wall Street Journal. Bản gốc lưu trữ ngày 20 tháng 2 năm 2025. Truy cập ngày 24 tháng 1 năm 2025.
- Youssef, Nancy; Ward, Alexander; Bergengruen, Vera (ngày 24 tháng 4 năm 2025). "Polygraph Threats, Leaks and Infighting: The Chaos Inside Hegseth's Pentagon". The Wall Street Journal. Truy cập ngày 24 tháng 4 năm 2025.
- Zhou, Li (ngày 14 tháng 11 năm 2024). "Trump is staffing up his White House with loyalists". Vox. Truy cập ngày 25 tháng 1 năm 2025.
- Goldberg, Jeffrey (2025). "The Trump Administration Accidentally Texted Me Its War Plans". The Atlantic.
- Debusmann, Bernd (ngày 26 tháng 3 năm 2025). "Three sensitive messages from Yemen strike Signal chat unpacked and explained". BBC (bằng tiếng Anh). Truy cập ngày 27 tháng 3 năm 2025.